# Vascœuil
 Vascœuil  es una población y comuna francesa, en la región de Alta Normandía, departamento de Eure, en el distrito de Les Andelys y cantón de Lyons-la-Forêt.

## Demografía
| 257 | 278 | 271 | 317 | 344 | 339 |
| Para los censos de 1962 a 1999 la población legal corresponde a la población sin duplicidades (Fuente: INSEE [Consultar]) |     |     |     |     |     |